# Trematooecia arborescens
Trematooecia arborescens is een mosdiertjessoort uit de familie van de Colatooeciidae. De wetenschappelijke naam van de soort is, als Rhynchozoon arborescens, voor het eerst geldig gepubliceerd in 1928 door Ferdinand Canu en Ray Smith Bassler.